# Diplurodes refrenata
Diplurodes refrenata là một loài bướm đêm trong họ Geometridae.